# Emperador de Etiopía
El Emperador de Etiopía (Ge'ez: ንጉሠ ነገሥት, nəgusä nägäst, " Rey de reyes ") fue el gobernante hereditario del Imperio etíope, hasta la abolición de la monarquía en el año 1975. El emperador era el jefe de Estado y jefe de gobierno, con máximo poder ejecutivo, judicial y legislativo en ese país. Un artículo de la revista National Geographic había llamado a la Etiopía imperial como: "nominalmente una monarquía constitucional; de hecho [fue] una benevolente autocracia".

## Título y estilo
El título de "Rey de reyes", a menudo impreciso por el inglés como "Emperador", se remonta a la antigua Mesopotamia, pero fue usado en el reino de Axum por el rey Sembrouthes (c. 250 d. C.). Sin embargo, Yuri Kobishchanov fecha este uso al período posterior a la victoria persa sobre los romanos en 296–297. Su uso, desde al menos el reinado de Yekuno Amlak en adelante, significó que tanto los funcionarios subordinados como los gobernantes tributarios, en particular los vasallos gubernativos de Gojjam (que ocupó el puesto 12 en el protocolo no dinástico de los estados según 1690), Welega Las provincias marinas y luego Shewa recibieron el título honorífico de ngus, una palabra para "rey".
La consorte del emperador fue referida como el ətege. La emperatriz Zauditu usó la forma feminizada nəgəstä nägäst ("Reina de los Reyes") para demostrar que ella reinó por derecho propio, y no usó el título de ətege.

## Sucesión

Estandarte Imperial (anverso)

Estandarte Imperial (reverso)

A la muerte de un monarca, cualquier pariente masculino o femenino del Emperador podría reclamar la sucesión al trono: hijos, hermanos, tíos o primos. La práctica favoreció la primogenitura pero no siempre la aplicó. El sistema desarrolló dos enfoques para controlar la sucesión: el primero, empleado en ocasiones antes del siglo XX, involucró a todos los posibles rivales del Emperador en un lugar seguro, lo que limitó drásticamente su capacidad para interrumpir el Imperio con revueltas o para disputar la sucesión de un heredero aparente; el segundo, usado cada vez con mayor frecuencia, involucraba la selección de Emperadores por un consejo de los oficiales superiores del reino, tanto laicos como religiosos.
No todas las tradiciones etíopes están de acuerdo exactamente cuando comenzó la costumbre de encarcelar a los rivales al trono en una Montaña de los Príncipes. Una tradición atribuye esta práctica al rey de Zagwe, Yemrehana Krestos (siglo XI), quien supuestamente recibió la idea en un sueño; Taddesse Tamrat desacredita esta tradición, argumentando que los registros de la dinastía Zagwe revelan demasiadas sucesiones en disputa para que esto haya sido el caso. Otra tradición, registrada por el historiador Thomas Pakenham, afirma que esta práctica es anterior a la dinastía Zagwe (que se desarrolló a partir del año 900 dC), y se practicó por primera vez en Debre Damo, que fue capturada por la reina Gudit del siglo X., que luego aisló 200 príncipes allí hasta la muerte; sin embargo, Pakenham también señala que cuando fue interrogado, el abad del monasterio en Debre Damo no conocía tal historia. Taddesse Tamrat argumenta que esta práctica comenzó en el reinado de Wedem Arad (1299–1314), luego de la lucha por la sucesión que cree que está detrás de la serie de breves reinados de los hijos de Yagbe'u Seyon (reinó 1285–1294 ). Un enfoque constructivista, declara que la tradición se usó en ocasiones, y se debilitó o caducó algunas veces, y algunas veces se reavivó hasta su plena vigencia luego de algunas desafortunadas disputas, y que la costumbre comenzó en tiempos inmemoriales cuando los patrones de herencia común etíopes permitieron que todos los agnatos También para tener éxito en las tierras de la monarquía, lo que, sin embargo, es contrario a mantener el país indiviso.
Los potenciales rivales reales fueron encarcelados en Amba Geshen hasta que el Ahmed Gragn capturó ese sitio en 1540 y lo destruyó; luego, desde el reinado de Fasilides (1632-1667) hasta mediados del siglo XVIII, en Wehni. Los rumores de estas residencias de la montaña real fueron parte de la inspiración para el cuento de Samuel Johnson, Rasselas.
Aunque el Emperador de Etiopía tenía un poder teóricamente ilimitado sobre sus súbditos, sus consejeros vinieron a desempeñar un papel cada vez más importante en el gobierno de Etiopía, ya que muchos Emperadores fueron sucedidos por un niño o uno de los príncipes encarcelados, que solo pudieron salir con éxito de sus prisiones. Ayuda desde el exterior. Como resultado, a mediados del siglo XVIII, el poder del Emperador se había transferido en gran parte a sus oficiales, como Ras Mikael Sehul de Tigray (ca. 1691-1779), quien tenía el poder real en el Imperio y los emperadores eran elevados o depuestos por él.

## Ideología
Los emperadores de Etiopía derivaron su derecho a gobernar basándose en dos afirmaciones dinásticas: su descendencia de los reyes de Axum, y su descendencia de Menelik I, el hijo de Salomón y Makeda, reina de Sheba.
La reclamación de su relación con los Reyes de Axum se deriva de la afirmación de Yakuno Amlak de que él era el descendiente de Dil Na'od, a través de su padre, aunque derrotó y mató al último rey Zagwe en la batalla. Su reclamo al trono también fue ayudado por su matrimonio con la hija de ese rey, a pesar de que los etíopes comúnmente no reconocen los reclamos del lado falso. La afirmación del descenso de Menelik I se basa en la afirmación de que los reyes de Axum también fueron descendientes de Menelik I; Su formulación definitiva y conocida se expone en Kebra Nagast. Si bien los registros sobrevivientes de estos reyes no logran arrojar luz sobre sus orígenes, esta afirmación genealógica se documenta por primera vez en el siglo X por un historiador árabe. Las interpretaciones de esta afirmación varían ampliamente. Algunos (incluso muchos dentro de Etiopía) lo aceptan como un hecho evidente. En el otro extremo, otros (la mayoría interesados no etíopes) entienden esto como una expresión de propaganda, que intenta conectar la legitimidad del estado con la Iglesia ortodoxa etíope. Algunos eruditos adoptan un enfoque en el medio, ya sea tratando de encontrar una conexión entre Axum y el reino del sur de Arabia de Saba, o entre Axum y el Reino preexílico de Judá. Debido a la falta de materiales primarios, no es posible a partir del año 2016. El determinar qué teoría es la más plausible.

## Historia

### Orígenes
Según la tradición del Kebra Nagast (escrito en el siglo XIV), la actual Etiopía fue unificada en el siglo X a. C. por Manelik I. Registros arqueológicos en el siglo XX comprobaron la existencia de antiguo Estado etíope conocido como Damot, aunque existen muy pocos registros con los cuales armar una historia o cronología clara. Para el siglo I a. C., Damot había sido remplazado por el Reino de Axum. El nombre "Etiopía" (del griego Αἰθιοπία) aparece por primera durante el reinado de Ezana (siglo VI), quien recibió a misioneros del Imperio romano que le introdujeron al cristianismo. Para el tiempo de la Migración a Abisinia, el reino ya había entrado en una severa decadencia. En el siglo X, según las crónicas etíopes, la reina beta israelí Gudit devastó y conquistó todo el reino de Aksum.

### La dinastía salomónica
La dinastía salomónica, que reclamó el descenso de los antiguos gobernantes aksumitas, regresó al poder alrededor del año 1270 y estableció un nuevo Imperio etíope. Esta duraría hasta 1974, con solo un par de usurpadores. El usurpador más importante fue Kassa de Kwara, quien en 1855 tomó el control completo de Etiopía y fue coronado como Teodoro II de Etiopía (desarrolló una afirmación de haber sido descendiente de los Salomónicos en el lado de la rueca). Después de su derrota y fallecimiento, otra rebelde, Dejazmatch Kassai se coronó como Juan IV de Etiopía; sin embargo, su descendencia Salomónica fue un hecho bien comprobado. Menelik de Shewa, que descendió de Salomónicos en la línea masculina directa, ascendió al trono imperial después de la muerte de Juan IV, restaurando la tradición salomónica de la línea masculina.
Los emperadores post-teodoreanos más famosos fueron Yohannes IV, Menelik II y Haile Selassie. El emperador Menelik II logró una importante victoria militar contra los invasores italianos en marzo de 1896 en la batalla de Adwa. Menelik perdió Eritrea ante Italia y Yibuti ante Francia. Después de Menelik, todos los monarcas eran de origen falso Salomónico. La línea masculina, a través de los descendientes del primo de Menelik Dejazmatch Taye Gulilat, todavía existía, pero se había dejado de lado en gran parte debido al disgusto personal de Menelik por esta rama de su familia. Los sucesores Salomónicos de Menelik gobernaron el país hasta el golpe militar en el año de 1974.

### La conquista italiana de Etiopía
En 1936, con la conquista italiana de Etiopía, el emperador Haile Selassie se vio obligado a huir al extranjero. Benito Mussolini pronto declaró Etiopía, junto con la Eritrea italiana y Somalia italiana, un imperio colonial llamado África Oriental Italiana ("África Orientale Italiana").
Durante el verano de 1936, Víctor Manuel III de Italia se proclamó emperador de Etiopía, un título que inicialmente fue considerado ilegítimo por la comunidad internacional, pero en 1940 fue reconocido por la mayoría de los miembros de la Sociedad de las Naciones. En junio de 1940, incluso los EE. UU. y la URSS comenzaron el proceso de reconocimiento del título (solo México nunca lo reconoció), pero la Segunda Guerra Mundial bloqueó todo esto. El título duró casi cinco años, hasta 1941. Víctor Manuel III más tarde renunció oficialmente al título a fines del año 1943.

### El regreso de Haile Selassie
Haile Selassie volvió al poder con la conquista británica de la África Oriental italiana durante la Segunda Guerra Mundial. En enero de 1942, el gobierno británico lo reintegró oficialmente al poder en Etiopía.
La posición del Emperador y la línea de sucesión se definieron estrictamente en ambas constituciones adoptadas durante el reinado de Haile Selassie: la adoptada el 16 de julio de 1931; y la revisada de noviembre de 1955.

### Fin de la monarquía
Haile Selassie fue el último monarca salomónico en gobernar Etiopía. Fue depuesto por el Derg (Consejo Administrativo Militar Provisional) el 12 de septiembre de 1974. El Derg ofreció el trono al hijo de Haile, Amha Selassie, quien, comprensiblemente desconfiado del Derg, se negó a regresar a Etiopía para gobernar. El Derg abolió la monarquía el 21 de marzo de 1975. En abril de 1989, Amha Selassie fue proclamado Emperador en el exilio en Londres, con su sucesión retroactiva a la fecha de la muerte del Emperador Haile Selassie en agosto de 1975 El grupo llamado "Consejo de la Corona de Etiopía", que incluía a varios descendientes de Haile Selassie, afirmó a Amha como Emperador y jefe legal de Etiopía. Sin embargo, la Constitución de Etiopía de 1995 confirmó definitivamente la abolición de la monarquía.